# Carl Friedrich Bruch
Carl Friedrich Bruch (* 11. März 1789 in Zweibrücken; † 21. Dezember 1857 in Mainz) war ein deutscher Ornithologe und Notar in Mainz.

## Leben und Werk

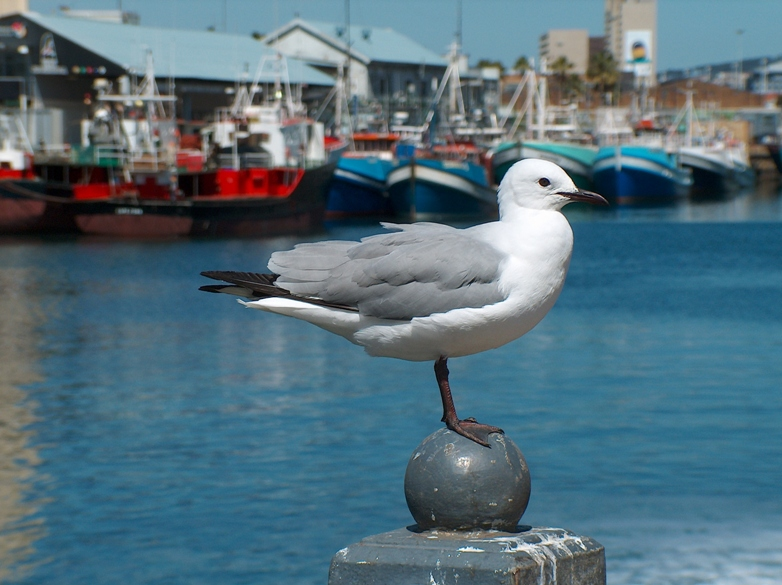
Hartlaubmöwe

Er war der Sohn eines Apothekers in Zweibrücken und jüngerer Bruder des Bryologen Philipp Bruch. Als sein Vater früh starb, zerschlugen sich seine Studienpläne und er wurde Gehilfe eines Notars in Mainz und nach der Eroberung durch die antinapoleonischen Kräfte 1814 machte er sich dort als Notar selbständig. Er hatte auch eine Reihe öffentlicher und städtischer Ämter, zum Beispiel als Mitglied der juristischen Prüfungskommission für Rheinhessen. 1844 erlitt er einen Schlaganfall, der ihn rechtsseitig lähmte, arbeitete aber weiter als Notar. 1855 ging er in den Ruhestand.
Bruch interessierte sich seit seiner Jugend für Vögel und legte eine umfangreiche (Vollständigkeit anstrebende) Sammlung europäischer Vögel an, die er teilweise selbst präparierte, worin er als Meister galt. Er erhielt die Exemplare durch seine Beziehungen zu zahlreichen Fachkollegen, da er selbst aus beruflichen Gründen kaum reisen konnte. Seine Sammlung zog Fachkollegen aus ganz Europa an und umfasste mindestens 412 Arten, häufig mit Weibchen, Männchen und Jungtier, und mindestens 832 Exemplaren.
Er hielt öffentlich Vorträge über Ornithologie und Naturgeschichte und veröffentlichte in Isis und Journal für Ornithologie (gegründet 1853), war aber schon ab 1824 Mitarbeiter an der ersten ornithologischen Zeitschrift Ornis von Christian Ludwig Brehm. Schon damals hatte er einen Ruf als hervorragender Ornithologe, er war allerdings in seiner Publikationstätigkeit eher zurückhaltend und musste des Öfteren zum Beispiel von Brehm dazu gedrängt werden. Bruch war hauptsächlich an ornithologischer Systematik interessiert. Er trat 1828 im Rahmen einer damals heftig geführten Diskussion um die Begriffe Art und Unterart für eine ternäre Nomenklatur ein als Verfeinerung der Linnéschen binären Nomenklatur, was sich aber auf seine eigene ornithologische Arbeit kaum auswirkte. Das System wurde besonders von Hermann Schlegel aufgegriffen.
Er gab den Bericht der 20. Versammlung Deutscher Naturforscher und Ärzte heraus und war deren Präsident.
1834 initiierte er die Gründung der Rheinischen Naturforschenden Gesellschaft und war ihr erster Präsident. Diese kaufte 1837 seine Vogelsammlung (später am Naturhistorischen Museum Mainz). Sie ging im Zweiten Weltkrieg verloren. 1845 gehörte er zu denjenigen, die August Carl Eduard Baldamus zur ersten Konferenz deutscher Ornithologen in Köthen einlud, an der er aber aufgrund seines Gesundheitszustands nicht teilnehmen konnte.
Er erstbeschrieb den Krauskopfpelikan, die Hartlaubmöwe, die Klippenmöwe und die Hemprichmöwe.